# Monolaurin
| Monolaurine           |                               |                               |
| Name                  | 1-Monolaurin                  | 2-Monolaurin                  |
| Strukturformel        | Struktur von 1-Monolaurin     | Struktur von 2-Monolaurin     |
| CAS-Nummer            | 142-18-7                      | 1678-45-1                     |
| PubChem               | 14871                         | 74297                         |
| Wikidata              | Q2113676                      | Q27145322                     |
| Summenformel          | C15H30O4                      | C15H30O4                      |
| Kurzbeschreibung      | weißer Feststoff              | weißer Feststoff              |
| Molare Masse          | 274,40 g·mol−1                | 274,40 g·mol−1                |
| Schmelzpunkt          | 60–66 °C                      | 58,5 °C                       |
| Löslichkeit           | praktisch unlöslich in Wasser | praktisch unlöslich in Wasser |
| GHS- Kennzeichnung    | \| keine GHS-Piktogramme \|   | \| keine GHS-Piktogramme \|   |
| H- und P-Sätze        | keine H-Sätze                 | keine H-Sätze                 |
| H- und P-Sätze        | keine EUH-Sätze               |                               |
| H- und P-Sätze        | keine P-Sätze                 |                               |
| keine GHS-Piktogramme |                               |                               |

Monolaurine sind zwei isomere Fettsäureester aus je einem Molekül Laurinsäure und Glycerin. Beim 1-Monolaurin ist die Laurinsäure am C1 des Glycerins und beim 2-Monolaurin am C2 des Glycerins.

## Vorkommen
Beide isomeren Monolaurine entstehen beim Verzehr von laurinsäurehaltigen Triglyceriden, z. B. beim Verzehr von Kokosfett.

## Darstellung
1-Monolaurin kann durch Veresterung von Laurinsäure und Glycerin bei 130 °C mit para-Toluolsulfonsäure als Katalysator gewonnen werden. Eine ähnliche Synthese ist auch mit Zeolith Y als Katalysator möglich. 2-Monolaurin kann durch eine enzymkatalysierte Ethanolyse von Trilaurin gewonnen werden.

## Eigenschaften
1-Monolaurin wirkt antibakteriell gegen verschiedene, insbesondere gram-positive Bakterienarten, darunter Staphylococcus aureus, Bacillus cereus und Escherichia coli. 2-Monolaurin hat ebenfalls antibakterielle Eigenschaften, unter anderem gegen Staphylococcus aureus. Viele weitere antibakterielle, antivirale und fungizide Eigenschaften wurden ohne genaue Angabe des Isomers beschrieben. Die antibakteriellen und fungiziden Eigenschaften beruhen vermutlich auf der Schädigung von Zellmembranen durch die Verbindungen.